# Garlenda
Garlenda – miejscowość i gmina we Włoszech, w regionie Liguria, w prowincji Savona.
Według danych na rok 2004 gminę zamieszkiwało 956 osób, 119,5 os./km².